# Заманица
Заманичка војска је у средњовековној Србији на посебан начин мобилисана и организована војска. Карактеристичан је облик војног организовања за последњи период постојања српске средњовековне државе.

## Дефиниција
По својој организацији она се није разликовала од уобичајених војних јединица пронијарске и баштинске војске већ по начини и обиму мобилисања вршеном у специфичним околностима. Заманичка војска подизала се само у крајњој нужди приликом велике опасности за државу или неки њен део. Иако је посебно посведочена за прву половину 15. века овакав начин војног организовања је сигурно постојао и за време Немањића. Постоји само једно, и то посредно, сведочанство о заманичкој војсци из времена Немањића и то у повељи краља Драгутина у којој је прописан да су нека села, део метоха манастира Хиландара, ослобођена војне обавезе сем у случају опште опасности која би запретила земљи.

## Обвезници
Израз заманичка војска први пут се среће у повељи босанског краља Стефана Томаша српском властелину и логотету Стефану Ратковићу од 14. октобра 1458. године којом су његови поседи ослобођени сваке обавезе осим заманичке војске. Када је држава била у општој опасности и он је морао да са својим поданицима учествује у војним сукобима. Иако се назив среће тек пред крај постојања српске средњовековне државе сигурно је овај начин мобилисања био често присутан у време владавине деспота Стефана Лазаревића и Ђурђа Бранковића пошто је прва половина 15. века била период изузетне несигурности у средњовековној Србији. Ово потврђује и повеља Стефана Лазаревића дата Лаври светог Атанасија где се битно сужавају имунитетна права манастира у вези са војном службом. Манастирски људи нису били ослобођени ове обавезе у случају када деспот лично предводи војску у походу (када је општа мобилизација односно заманичка војска), а нису били ослобођени ни крајишке војске и потечице. Може се закључити да су у време српске деспотовине постојала три облика заманичке војске: на нивоу целе државе, на нивоу покрајине (крајишка војска) и на локалном нивоу (потечица). Од процене владара или локалног заповедника о нивоу опасности зависила је и опсежност опште мобилизације: било је случајева да се позива сваки војно способни мушкарац, затим један мушкарац по кући или један мушкарац на пет кућа (петник). По свој прилици заманичка војска се одржавала о сопственом трошку, односно сваки војник је из свог домаћинства носио храну и ратну опрему коју је имао.

## Под Турцима
Основни елементи заманичке војске били су преузети и од стране Османског царства након освајања Србије када су сличне обавезе имали власи северне Србије, односно Смедеревског санџака док је овај био османско крајиште.